# Grota z figurą Matki Boskiej Lourdeńskiej w Krakowie

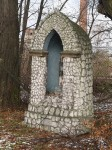
Kaplica Szafrańska

Grota z figurą Matki Boskiej Lourdeńskiej w Krakowie – kamienna kapliczka mieszcząca się na ul. Szafrańskiej na terenie Dzielnicy XIV Czyżyny, nieopodal przystanku MPK. Z racji swego położenia zwana jest również Kaplicą Szafrańską.
Powstała w 1924 roku a jej fundatorami są Franciszek i Leonia Krzyżanowscy. Stanowi ona własność gminną.
Jest to kapliczka kamienna z wapiennych ciosów w kształcie półkolistej groty z wydzielonym cokołem. Arkada przybiera formę zaostrzonego łuku i jest wsparta na pseudo kolumnach zwieńczonych kostkowym kapitelem. We wnęce na postumencie znajduje się gipsowa figurka Maryi w typowym ujęciu ikonograficznym. Na cokole umieszczona jest tabliczka z nazwiskiem fundatorów i rokiem powstania kapliczki. Grota jest otoczona dwoma lipami i stanowi malowniczy akcent w dawnej dzielnicy Łęg, gdzie dominują tereny przemysłowe i nie ma zbyt wielu obiektów zabytkowych.